# Käärmesaari och Mustasaari
Käärmesaari och Mustasaari är en ö i Finland. Den ligger i sjön Haukivesi och i kommunerna Rantasalmi och Heinävesi och landskapet Södra Savolax, i den sydöstra delen av landet, 280 km nordost om huvudstaden Helsingfors. Öns area är 50,5 hektar och dess största längd är 1,4 kilometer i öst-västlig riktning. Över de sammanhängande öarna går en landsväg.